# Mastozoologia
Mamalogia ou mastozoologia é o ramo da zoologia que se ocupa do estudo dos mamíferos. Um de seus ramos é a primatologia, que estuda os primatas. Os mamíferos são caracterizados principalmente pela presença de glândulas mamárias e pelo corpo revestido de pêlos. Existem cerca de 5 400 espécies de mamíferos atualmente, incluindo os maiores animais vivos, assim como alguns dos menores vertebrados. Os mamíferos possuem adaptações aos mais diversos ambientes, podendo locomover-se na terra, na água e no ar, ocupando desde desertos até florestas. Algumas espécies são representadas por poucos indivíduos que muitas vezes ocupam uma área geográfica muito pequena, estando ameaçados de extinção.
O campo de atuação do mastozoólogo vai desde a pesquisa básica até o trabalho técnico aplicado. Essa pesquisa pode envolver diversos campos do conhecimento, como sistemática, ecologia, comportamento, morfologia, fisiologia, parasitologia, genética, evolução, paleontologia, dentre outros. Os mastozoólogos atuam em instituições de ensino, em empresas que realizam estudos de impacto ambiental, em órgãos governamentais ligados ao meio ambiente e à saúde e em organizações não-governamentais que utilizam informações científicas para promover a conservação da biodiversidade.
O estudo dos mamíferos é muito importante para a sociedade, pois o conhecimento gerado pode ser aplicado em diversos setores, da saúde ao meio ambiente. A prevenção e o tratamento de muitas doenças infecto-contagiosas humanas depende de um bom conhecimento da origem e da evolução de todos os organismos envolvidos, que muitas vezes inclui outros mamíferos além do homem. O conhecimento sobre esses animais tem sido fundamental na compreensão de doenças como a AIDS e as hantaviroses. Por outro lado, um grande conhecimento sobre a biologia das espécies e do ambiente onde vivem é fundamental para que o manejo de espécies ameaçadas de extinção e o controle de espécies invasoras sejam realizados de forma adequada. Não por acaso, os mamíferos estão entre os principais grupos enfocados em estudos de impacto ambiental, sendo indicadores da qualidade ambiental. Conclui-se, portanto, que os mamíferos são componentes-chave no planejamento ambiental, no uso sustentável dos recursos naturais e na busca por uma melhor qualidade de vida.

## Lista de periódicos de mastozoologia
Esta é uma lista de periódicos científicos que atendem amplamente aos mamíferos. Além disso, muitos outros periódicos de zoologia, ecologia e evolução ou conservação mais gerais também lidam com mamíferos, e vários periódicos são específicos para apenas certos grupos taxonômicos de mamíferos.
| Periódico                             | Organização                              | Cronograma de Publicação | Fator de impacto | Primeira edição | Acesso livre | Cobranças de página | ISSN online | ISSN      | Antigo nome                                  |
| ------------------------------------- | ---------------------------------------- | ------------------------ | ---------------- | --------------- | ------------ | ------------------- | ----------- | --------- | -------------------------------------------- |
| Journal of Mammalogy                  | American Society of Mammalogists         | Bimestral                | 2,308            | 1919            | Opção        | sim                 | 1545-1542   | 0022-2372 | Nenhum                                       |
| Mammalian Biology                     | The Mammal Society                       | Trimestral               | 3,919            | 1970            | Opção        | Não                 | 1365-2907   | -         | Nenhum                                       |
| Mammalian Biology                     | Sociedade Alemã de Biologia de Mamíferos | Bimestral                | 1,337            | 1935            | Opção        | Não                 | 1616-5047   | -         | Zeitschrift für Säugetierkunde               |
| Mammalia                              | -                                        | Trimestral               | 0,824            | 1936            | Opção        | Não                 | 1864-1547   | -         | Nenhum                                       |
| Mammal Research                       | Academia Polonesa de Ciências            | Trimestral               | 1,161            | 1954            | Opção        | Não                 | 2199-241X   | 2199-2401 | Acta Theriologica                            |
| Mammal Study                          | Sociedade Mammalógica do Japão           | Trimestral               | 0,426            | 1959            | Não          | Não                 | 1348-6160   | 1343-4152 | Journal of the Mammalogical Society of Japan |
| Hystrix, Italian Journal of Mammalogy | Associação Italiana de Teriologia        | Trimestral               | 0,593            | 1986            | sim          | Não                 | 1825-5272   | -         | Nenhum                                       |
| Galemys, Spanish Journal of Mammalogy | Sociedade Espanhola de Mamíferos         | Anualmente               | -                | 1988            | sim          | Não                 | 2254-8408   | -         | Nenhum                                       |
| Lutra                                 | Sociedade Holandesa de Mamíferos         | Semestralmente           | -                | 1957            | sim          | Não                 | -           | -         | Nenhum                                       |
| Mammalogia australiana                | Sociedade Mammalógica da Australia       | Semestralmente           | -                | 1972            | Não          | Não                 | 1836-7402   | 0310-0049 | Nenhum                                       |
| Acta Theriologica Sinica              | Sociedade Mammalógica da China           | Trimestral               | -                | 1981            | sim          | Não                 | 1000-1050   | -         | Nenhum                                       |
| Theriologia Ukrainica                 | Sociedade Teriológica Ucraniana          | Semestralmente           | -                | 1998            | sim          | Não                 | 2617-1120   | 2616-7379 | Proceedings of the Theriological School      |